# 天国のススメ!
『天国のススメ！』（てんごくのススメ！）は、宮成樂による日本の4コマ漫画作品。『まんがホーム』（芳文社）誌上で2009年10月号からゲスト掲載や隔月連載を経て2012年8月号より毎月連載となった。2024年8月号で最終回を迎えた。完結後、2024年10月号に「『天国のススメ!』特別編」と題した単行本14巻（完結巻）の宣伝漫画が掲載された。

## 作品概要
霊感がありすぎる高校生「羽鳥太一」。彼を中心とした霊や物の怪・妖怪たちと現世の人たちの心温まるエピソードが綴られた4コマ作品。お話のほとんどが彼らの絆や繋がりを描くものであり、優しく温かい内容になっている。『まんがタイム』系列の長期連載作品では数少ない、男子高校生を主人公とした作品でもある。登場人物によっては、人物の登場が先で、名前が後からさりげなく明かされる傾向があり、レギュラーや準レギュラーでも名字だけや名前自体が不明なキャラが複数いる。なお、竹書房の『晴れのちシンデレラ』とは地続きの世界になっているとのこと。14巻に『晴れのちシンデレラ』の登場人物が出ている。完結が早まったこと、終盤の展開が詰め込みになることを回避したい、などの事情もあり、いくつかの謎や伏線は未回収のまま完結を迎えている。
英語表記は本誌では「Advice of heaven!」、単行本では「Encouragement of heaven!」となっている。

## 登場人物

### 羽鳥家
羽鳥 太一（はとり たいち）
主人公。16歳の男子高校生。他の登場人物からは、基本的に名前で呼ばれる場合が多い。
人並み外れた霊感及び霊力の持ち主であり、霊や精霊など、この世ならざる存在達の姿を見ることができる。そうした能力に加えて、人のいい性格であるため、願いや悩みを代弁、解決してくれるという貴重な人間として霊たちからは歓迎されており、「三途のプリンス」というあだ名まで付けられている。妖精や物の怪、果てはサンタクロースの姿すらも見ることができ、交流がある。霊感が強すぎるあまり、粘土細工で動植物を作ると意思が宿り、動き出してしまう。十子が「逢魔」の穴に取り込まれそうになった時には片手で寸前に穴を封じたり、園児に取り付きかけた悪霊（らしきもの）を寸前に踏み潰して消滅させるなど超一流クラスが霞む位の霊力を有する。また物語上では殆ど実行していないが、霊力で霊その他を吹き飛ばすことが出来る。死者の霊に自分の身体を貸し、自分は人形に憑依して行動する、という技を使用したこともある。魔界の没落貴族による麦の危機のときは激怒し、本気のお兄パンチ、お兄キックで魔界の没落貴族を叩きのめしたうえにお兄デコピンではるか彼方にぶっ飛ばしてたいちの底知れぬ能力の高さを垣間見せた。
幼い頃は植物や赤ん坊だった妹の言葉までわかったらしい。現在でも植物との対話ができることがある。
祖母の小町が霊たちとの会合などで言いふらしたこともあり、彼らからの知名度は日々上がり、相談を受けることが多くなっている。
背が低く、その事を非常に気にしている。身長のことを言われると、殆どの場合泣くまたは吐血するが、学友に言われたときは怒ることもある。両親と妹がいるが、太一以外は霊感が全く無い（ただし、妹の麦には潜在霊力があることを示唆するエピソードがある）。
自身に想いを寄せる十子について、当初は「身体（霊能力）目当て」と若干疎んじていたが、巻が進むにつれて満更でもなさそうな素振りや、若干特別視しているような様子を見せるようになった。経緯は語られていないが、初期から互いに名前で呼び捨てにするなど、それなりの関係をうかがわせる描写もある。
主人公ではあるものの、単行本の表紙を飾ったのは14巻（最終巻）が唯一となった。ただし、『まんがタイム彩』の作品トップ画像と、『まんがホーム』の表紙カット（カラーページ掲載号のみ）では、彼がフューチャーされている。第1巻の表紙に登場する予定であったが、地味であるという理由で没になり、小町も含めた複数の案を提示したところ小町が表紙となった経緯がある。
羽鳥 小町（はとり こまち）
太一の祖母（父方）であり、故人（享年88）。
新盆で帰ってきたが、家族と離れたくないとの想いから成仏しなかった。そのまま門の前で泣いていた所を太一に発見され、羽鳥家に留まり現在に至っている。お茶目かつ行動的な性格であり、トラブルメーカーの側面を持つ。孫の太一と麦をこよなく愛しており、太一のことを他の霊や物の怪たちに自慢して回ることも。見た目をある程度変えられるらしく、少女時代の姿をしている。恋愛には積極的な性格だったが、不意打ちに弱く夫との初デートで手をつながれたとき動揺して池に落とした過去がある。
強い霊力の持ち主であり、人形や人に憑依することで太一以外の人とコミュニケーションを取ることもできる。太一や雪緒が怖がることもあり、基本的にウサギの人形を憑代にしている。また、ポルターガイストも起こすことが出来るが、強さやコントロールの細かい調節は出来ない。血文字を描くことも出来る。御先祖警備隊一番隊所属。駅の横幽霊とは学生時代の先輩後輩関係で、横幽霊の無茶ぶりに太一と一緒にしばしば巻き込まれる。
羽鳥 麦（はとり むぎ）
太一の妹で、五歳の幼稚園児。家族全員から溺愛されている羽鳥家のアイドル。
潜在能力は高いものの、現時点では霊感を持っていないため、小町が側にいても存在を知覚することはできないが、小町が人形に入るなどしているとコミュニケーションがとれる。打ち出の小槌で成長した姿は現在の太一より長身で太一を泣かせてしまった。彼女を嫁にするために誘拐しようとした没落した魔界の貴族によれば高い潜在霊力があるとのこと。神鹿の子が修行のために行った人の変身に失敗してとうふ生首になり周囲を混乱させたが、正体が太一以外で唯一見えていた。太一は麦が見えたのは子供だからか、将来自分のようになるのかはわからないようである。
羽鳥 雪緒（はとり ゆきお）
太一の母親。職業は在宅の人形作家（兼業主婦）で、小町が憑代にしているウサギの人形も彼女作。
霊感は全くない模様で、小町のポルターガイストを目の当たりにして卒倒するなど、霊的な存在へ耐性はない。太一を尋ねてくる二宮金次郎像を疑いもなく太一の部屋に案内するなどの側面もある。作家になる前は魂のこもった人形を作ることを夢見ていたが、実際に姑の小町が憑依して動く微妙な姿を見てしまった時は、夢のままのほうがよかったと嘆いていた。息子の危機（誤解だったが）の際には、表情も一変し人形制作道具を武器に敵に立ち向かおうとする強き母の面もある。
シスコン気味な兄がいる。夫（柊一郎）との出会いは大学時代で、彼の方が年齢が一回り近く上であるものの、人柄に惹かれ太一の助けもあり結婚までこぎ着けた。この経緯から、麦が草間からホワイトデーのプレゼントをもらった際も理解を示した。
羽鳥 柊一郎（はとり しゅういちろう）
太一の父親で小町の息子。サラリーマンであるためか、朝食前後以外に登場する機会は少ない。園芸が趣味らしく、少々ロマンチスト。父親（太一の祖父）は早くに他界し、以降は小町によって女手一つで育てられた境遇から親思いな面も。
太一の幼少時のあるエピソードがきっかけで育てたコスモスをお供えしている。植物、特に花に関する知識が豊富で妻（雪緒）とは花がきっかけで知り合った。
花城 椿（はなしろ つばき）
雪緒の兄。イケメンで性格も良い何故かもてない身。主に女性関係の心霊トラブルで苦悩して太一に相談を持ちかけるが、太一に求愛（婚）する同級生女の子がいると聞いて苦悩はさらに深まった。
おなかお兄さん
椿の腹に太一が描いた顔。落書きだが自分の意思を持って話すことができる。 ある意味椿の本音が具現化した存在とも言えなくはない。

### 太一の学友
太一の学友たちの苗字は、太一の苗字「羽鳥」に含まれる「鳥」からイメージして、鳥がとまったり遊んだりする植物の文字を含めたものになっている。
藤 十子（ふじ とうこ）
太一のクラスメイトの女子生徒。スタイルがよく性格は男性よりハンサム。
実家は寺。自身の霊感がゼロを通り越して『マイナス』（後述の翡翠のように普通の人間にも視認可能な筈の種族すら見えない程）な為、太一を婿養子にしようと日々狙っており、日常的に求婚をしている（ただし太一から見ても強力な結界と守護霊がいる）。「自分の体を狙っている」と太一は主張しているが、それを抜きにしても純粋に太一に惹かれている様子であり、太一のよき理解者でもある。自分から積極的にアプローチするのは平気だが、太一からのアプローチには弱い。小町とは意気投合しており、太一を振り回すコンビになっている。太一を想うあまり愛の魔物になり周囲を恐怖に陥れることある。巻が進むにつれて、太一を想って暴走する描写は減少し、ハンサムな面が強く出るようになった。
彼女自身は力がないが強力な力に守られているようである。また、一族の中には力が強いものもいたらしく草間から一族で推されている。
本作のヒロイン的な立ち位置ではあるが、出番が年に1～2話程度と激減していた時期がある（2017年 - 2018年ごろ）。
単行本最終巻に二十●歳の十子が描かれているが、檀家、特に女性に人気があるとのこと。尼僧であるかは不明（浄土真宗では剃髪の必要はない）。
草間・J・百陽（そうま・J・ももはる）
太一のクラスメートであり、友人の男子生徒。名前は、本編では単行本最終巻でも明かされず、完結後に発表された特別編で初めて明かされた。太一・十子・草間を通して「一・十・百」と続くようになっている。
オカルトフリークであり、霊的な話が好き過ぎる嫌いがあることから、霊体験をすると涙を流して喜ぶ。霊感は生半可にあるため、霊が中途半端に見えてしまう。霊力∞の太一のそばにいるため霊感が徐々に強くなっていると太一が言っている。地縛霊化した子犬のはなおを解放して同居している（地縛を解放した草間に力に太一は驚いた）。
祖父は草間にそっくりな（オカルト趣味も）英国人のクォーターであり、はちみつ色の髪、ヘーゼルの瞳の持ち主。加えて高身長、成績優秀、スポーツ万能と、女子からモテる要素を幾つも備えているが、オカルト趣味が強すぎるため、特にモテる事はない。ただし、他校にはファンクラブがあるらしい。
クラス全員が彼の友人且つ理解者であるが、その一方で（悪口ではなく同情の意味で）『うらやましくないイケメン』『イケメンの無駄遣い』『玉にきずが服を着ている』等とも言われている。
橘 悠介（たちばな ゆうすけ）
太一のクラスメートであり、友人の男子生徒。太一とは同じ中学出身。
家は骨董屋をやっており、髪は黒色でツンツン頭。よく一緒にいる桜沢とは幼なじみ。3巻で奇跡的な転倒ポーズを取ったため次元の穴に落ちてしまい、太一や柘榴らに救出されるという羽目にあう。7代前の先祖が転倒したはずみで祟りを破壊したため男系の子孫が7代に渡り祟られるという呪いをかけられたが、久々の男子誕生に喜び勇んだ彼を守護する先祖霊（過酷な修行を経た最強クラスの守護霊）が全力で守護しているおかげで「凄いおっちょこちょいがオプション程度」で済んでいる事が、太一によって語られている。一時的に先祖が二日酔いで天に帰ったときは、絶え間ない不幸に襲われた。結果的に男女の仲を取り持ちカップルを何組も誕生させているが、本人は女性に縁がない。
桜沢（さくらざわ）
太一のクラスメートであり、友人の男子生徒。小学生の妹がいる。性格は穏やかで友達思い。橘とは幼なじみで、彼のハプニング体質を気遣って心配が絶えない。登校時は一緒。名前は未公表。
たれ目と色の淡い中分けで長めの髪が特徴。守護霊は和装の老婦人。事故で亡くなったホステスの霊に憑かれ、オネエ化したまま登校した事がある。太一たちのグループの中では、最もアイドルに詳しい。妹の髪を結うことができ、鬼の子の髪を結ってあげたこともある。翌年の節分の時も結って欲しいと言われるくらい可愛く結える。
桃園
十子と一緒にいる友人。ショートカットで編み込みの小柄な女の子。太一らの輪に入ることも多い。名前は未公表。

### 学校の教師
吉野先生
太一達のクラス担任。フルネームは非公表。やさしく親しみやすい性格で生徒からは慕われている。またクラスメート同様、太一に霊感があることを理解している。非常な怖がりではあるものの、学生時代までは太一のようにこの世ならざる存在達の姿を見ることができた。ただし、恐怖が高じたあまり能力を封印（鍵を閉める）してしまい、同時に不思議なものの記憶の大半を喪っている。独身でお見合いは33連敗中であるが、その敗因は、幼少時代に結婚の約束をしたのに存在自体を忘れられたもののけの女の子が邪魔をしているためである。もっとも、先生の方でも記憶は定かではなくとも彼女の存在は大切に感じており、心の底では名前も憶えている模様。霊感を失う前は琥珀とも知り合いだったらしき描写がある。
社会の先生
年配で女の子の孫がいる。アンティーク品を収集し学校の資料室に保管しているが、その品が騒動の元になることがある。
荻先生（保健の先生）
目は黒目がち。髪はシュシュで束ねて片側寄せにしている。霊的な現象に何度も遭遇するも耐性は太一も驚くほど強い。結構気は強いが楽器は下手。また、逆光で顔が見えなかった太一を小学生と間違い、太一を泣かせたこともある。苗字は5巻で判明。体を鍛えていて弱って甲羅だけになった大人の河童を持ち上げて川に放り込むくらいの腕力がある。

### 幽霊・妖怪たち
翡翠（ひすい）
星見山に住まう天狗の幼（妖）児で、太一及び周囲からは「すえっこちゃん」と呼ばれる。外見や喋り方のせいで間違われやすいが、れっきとした女の子。トラブルは持ち込むタイプ。太一との出会いは人間の願いを叶える仕事で忙しい大天狗の兄（柘榴）にかまってもらいたいが為、つい悪戯を繰り返した結果兄を育児疲れに追い込んでしまい、一時太一に預けられたこと。迎えに来た兄と共に帰った後も太一の元へ遊びに来ており、力の強い種族の為普通の人間にも姿が見えるのでクラスメイト達とも打ち解ける。
妖力を使って人間に変身することも可能で、人間時の姿は太一達と同年代のスタイルのいい美少女である（ただし、カカシをモデルにした為背丈は高身長だったので、太一には若干やっかまれていた）。実年齢も人間で言うところの高校生相当なのだが、幼児の姿なので言動もそれに伴って幼いものとなっている。幼い姿は柘榴に甘えたい気持ちによるもので、それが満たされたとき、成長とともに恋にかわることが示唆されている。
柘榴（ざくろ）
星見山に住まう大天狗で、神社の祭神。太一たちの住む地域を守護する。天狗として活動中は天狗のお面をかぶっている。弟である琥珀の言葉を真に受ける傾向があるようで、コハクから奉納されたものは使うのが礼儀という言葉を信じ、奉納されたうさ耳カチューシャを付けた姿で太一の前に現れたことがある。翡翠が太一たちの所に遊びに行ったり変身能力を使うことには気にしていない様子。また、変身（イケメン）したうえで太一たちと一緒に行動したりする。翡翠には「ざくろ兄」と呼ばれている。琥珀、翡翠とは実のきょうだいではなく、彼らの祖父の兄（天狗を捨て人間と結婚し人間として生を全うした）の子孫。先祖返りのため人間界では辛かろうと彼らの父が長男として引き取った。ほかの精霊には星見の若と呼ばれて一目置かれている。人間時代は桜沢に似た弟がいた。純粋な天狗の血筋ではないため、何倍もの努力をして高い能力を得た。きょうだい想いであり、ひすいと同じくらいの女児のエピソードでは動揺を見せたりや涙を流したり、桜沢を人間時代の実弟に重ねて彼の危機の時にはすすんで協力したりした。また、きょうだいの危機には山をふっとばして更地にすることも厭わない。琥珀が行方不明になったときは川が一本増えた。
琥珀（こはく）
柘榴の弟、翡翠の兄。翡翠には「コハク兄」と呼ばれている。
初登場時は柘榴にうさ耳の件でお仕置きされた姿で登場（各種封印札が施された袋に入れられている）。人間時の姿は眼鏡のイケメン（自称）である。
しかし性格は非常に厚かましく大食漢で、兄弟のエンゲル係数を上げている。大食漢は生後半年からどんぶり飯をたいらげ肉を要求するなどすでに片りんを見せている。きょうだい想いでもあり、兄の特殊な出生や妹の想いも理解し、次男として見守っている。星見一族にふさわしい実力は備えており天候を変えるなどは造作がない模様。きょうだいのためには山も吹っ飛ばせる。
まつり
太一達のクラス担任である吉野先生に憑く若く美しいもののけ娘。吉野先生の幼少時、一緒に遊んでいた、その時に結婚の約束をした先生を陰ながら守り寄り添う（ついでにお見合いもことごとくつぶしまくった）。ある程度の霊力があるようで、先生の守護霊的な部分もある（太一曰く「般若を携帯してる」）。
桜の精
町の桜並木の1本に宿る精。太一をパシリとしてこき使うことがある。酒好き。
「きれいどころを集めてほしい」「ビールを浴びるように飲みたい」などおっさん臭い発言が多いが、外見は豪華な美人の女性で「男は呼ばなくても集まってくるから、女のきれいどころだけでいい」という選ばれた女性だけに許されたお言葉を豪語したこともある（ただし、中身は小町と同年輩で桜を満開させる力はもうない。ソメイヨシノの寿命は60年から80年くらい）。
駅の横幽霊
小町の学生時代の先輩で、一時期噂になっていた女性の幽霊。御先祖警備隊三番隊隊長にして切り込み隊長。別動隊の御近所抜刀隊を創設（？）。
恋人を探すために、駅で若い男性に「横向きで」時間を尋ねていたことからこの名がついた。恋人との再会後、ご先祖警備隊の存在を知ってから頻繁にこの世に戻ってくるようになった。無茶ぶりで小町たちを振りまわすこともしばしば。
草間の祖父
イギリス人。ハロウィンの時期に人間界に戻って来ている。
8巻の「お盆に帰りそびれた霊たちを導いたイギリス人の霊」としての登場が初出と思われる（太一と橘は草間の祖父と結論づけているが、草間がその場にいなかったため誤解の可能性はある）。12巻ではカボチャに憑依することで草間（と草間の父）と話すことができた。
鬼の娘
幼女。力の強い種族なので、人間が視認できる状態になることもできる。福の神に好意を抱いており、節分の時期に登場することが多い。節分の豆をぶつけられるとダメージを受ける（熱くて火傷する）。

### その他
都
縁切りの神。得意技は破壊で、縁切りも物理的に行う。相撲大会の優勝者相手に楽勝するくらいのパワーの持ち主。ゴリラと自称しているくらい力には自信があり、繊細な対応には苦手意識がある。物理以外の解決法も持っているとは本人の談。
園原 奏
アイドルグループTDFK47のメンバー。多くのファンに守られているが、神の祟りを防ぎきることはできず太一に相談をした。羽鳥家を訪れるときは、顔ばれ防止のために覆面をかぶっているので怪しい。太一に狐神の祟りからファンの想いで守られたことを伝えられたことで、ファンサービスの鬼となった。
笑子
看護師。Jホラーマニアでオカルト好き。草間や橘の父と同じオカルトサークル所属。元入院患者で親友であった亡きグレースに待望のJホラーの実体験させてもらい、悲鳴とともに友情も含めて感激していた。
オカルトサークル
草間が所属するオカルト愛好家の会。確認されているメンバーは草間の他に笑子・橘の父・坂乃茶房の店主らがいる。本人が知らない間に太一が顧問にされている。

## 書誌情報
- 宮成樂『天国のススメ！』芳文社〈まんがタイムコミックス〉、全14巻
  1. 2012年3月22日第1刷発行（2012年3月7日発売[23]）、ISBN 978-4-8322-5057-4
  2. 2013年6月22日第1刷発行（2013年6月7日発売[23]）、ISBN 978-4-8322-5195-3
  3. 2014年5月22日第1刷発行（2014年5月7日発売[23]）、ISBN 978-4-8322-5287-5
  4. 2015年4月22日第1刷発行（2015年4月7日発売[23]）、ISBN 978-4-8322-5375-9
  5. 2016年5月22日第1刷発行（2016年5月7日発売[23]）、ISBN 978-4-8322-5481-7
  6. 2017年4月22日第1刷発行（2017年4月7日発売[23]）、ISBN 978-4-8322-5577-7
  7. 2018年5月22日第1刷発行（2018年5月7日発売[23]）、ISBN 978-4-8322-5683-5
  8. 2019年5月22日第1刷発行（2019年5月7日発売[23]）、ISBN 978-4-8322-5751-1
  9. 2020年3月20日第1刷発行（2020年3月5日発売[23]）、ISBN 978-4-8322-5783-2
  10. 2021年1月22日第1刷発行（2021年1月7日発売[23]）、ISBN 978-4-8322-5815-0
  11. 2022年1月22日第1刷発行（2022年1月7日発売[23]）、ISBN 978-4-8322-5853-2
  12. 2022年12月22日第1刷発行（2022年12月7日発売[23]）、ISBN 978-4-8322-5886-0
  13. 2023年12月22日第1刷発行（2023年12月7日発売[23]）、ISBN 978-4-8322-5923-2
  14. 2024年9月21日第1刷発行（2024年9月6日発売[23]）、ISBN 978-4-8322-5951-5